# Вапсервен
Вапсервен (нід. Wapserveen) — село в нідерландській провінції Дренте. Входить до муніципалітету Вестервелд.
Його площа — 19,07 км², а населення станом на 2021 рік становило 790 осіб.
Перша згадка про населений пункт датується 1395 роком.

## Галерея

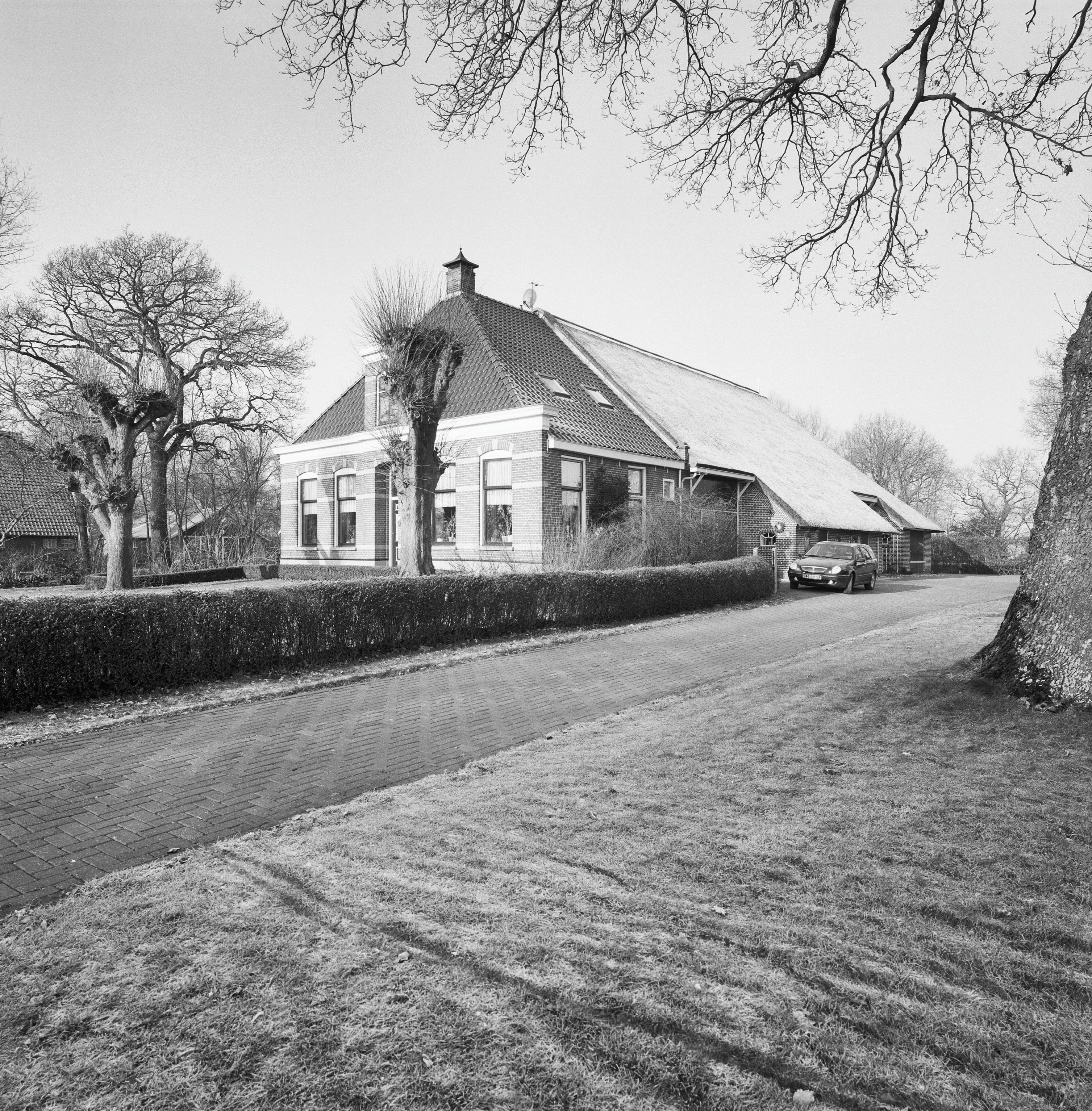
Ферма у Вапсервені
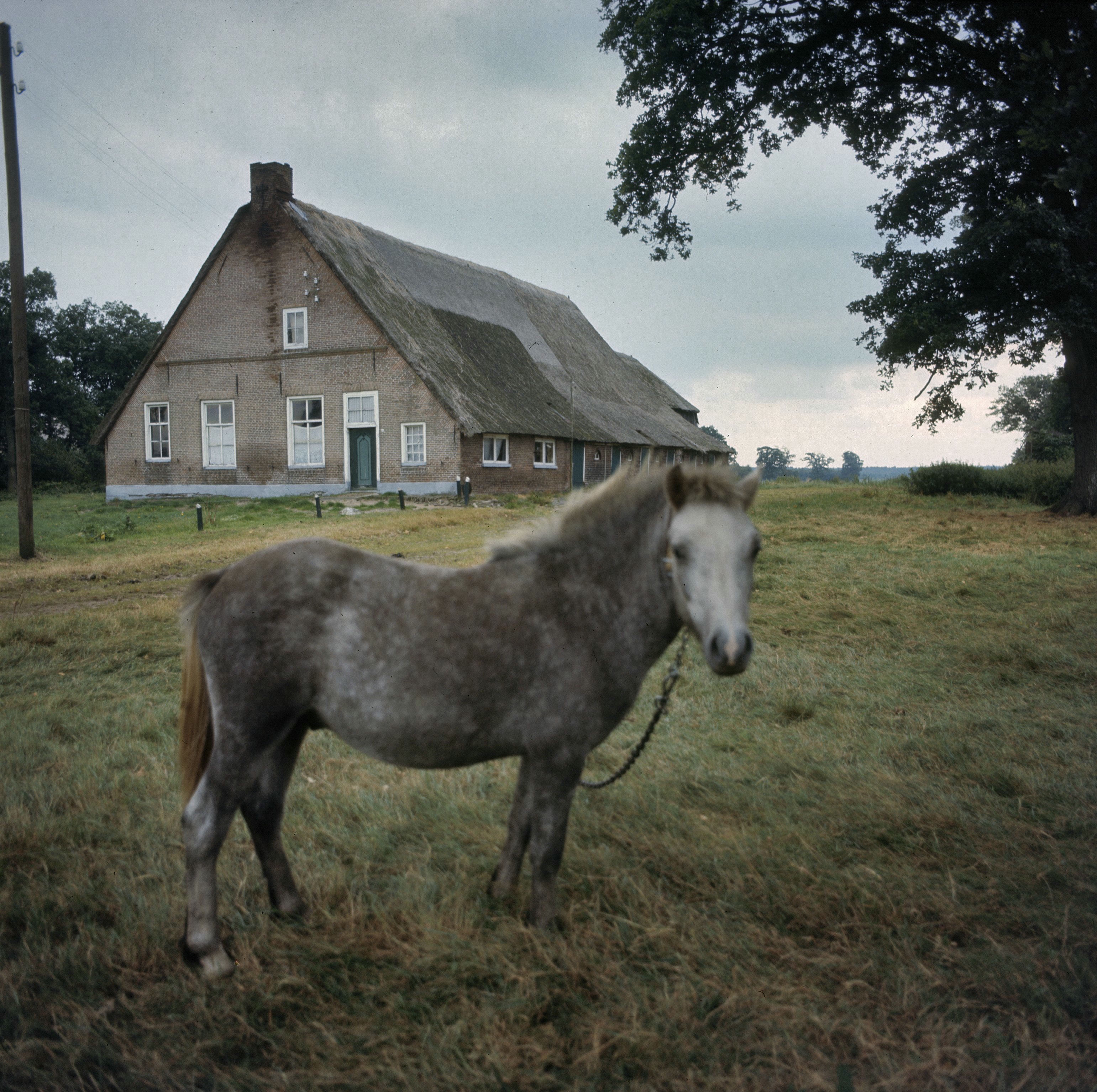
Ферма у Вапсервені
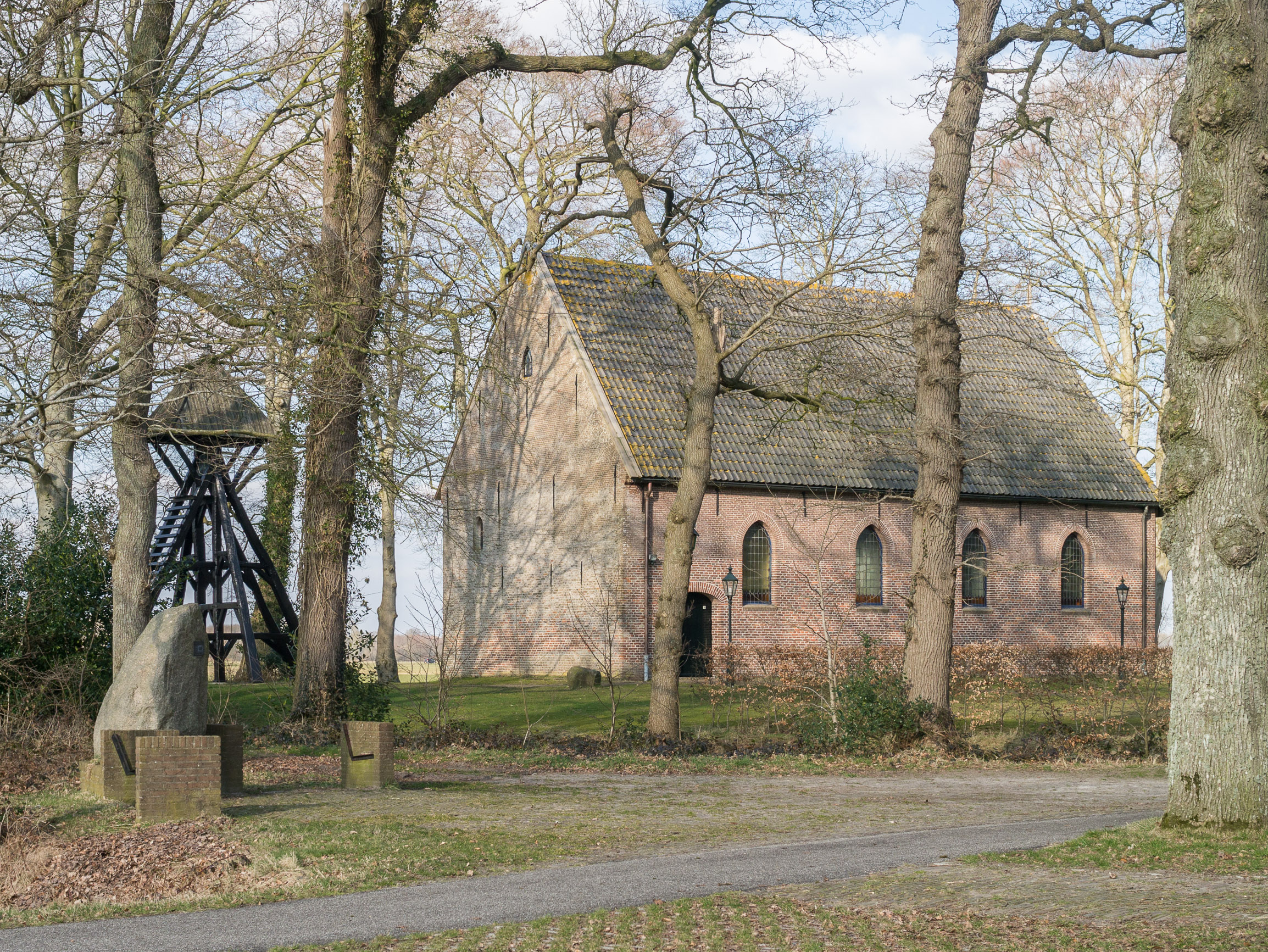
Реформістська церква